# John Parker (căpitan)

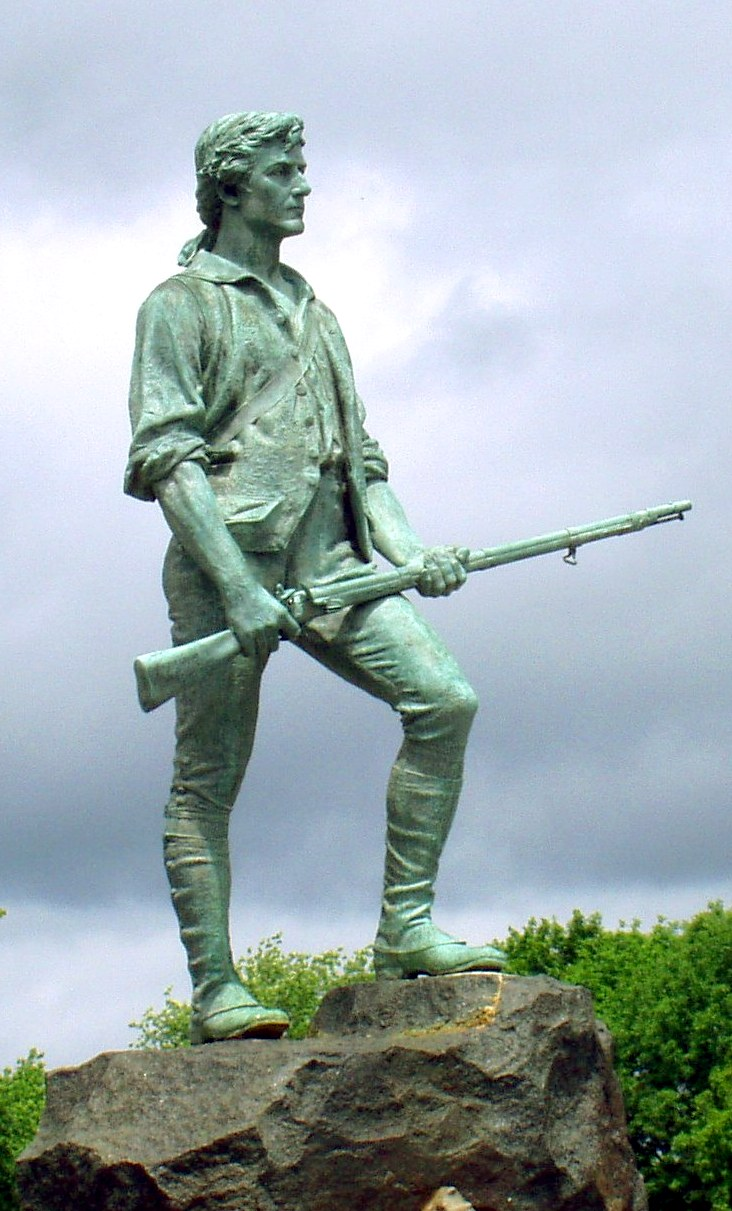
Statuia lui John Parker, cunoscută ca "Minuteman din Lexington"

John Parker (13 iulie 1729 – 17 septembrie 1775) a fost un fermier, mecanic și soldat american, care a comandat miliția din Massachusetts în bătăliile de la Lexington și Concord din 19 aprilie 1775.  Parker s-a născut în Lexington. Experiența sa câștigată la asediului Louisbourgului și la cucerirea Quebecului din timpul războiului pentru cucerirea Canadei  a făcut ca să fie ales de concetățenii săi căpitan al miliției locale. 
În dimineața zilei de 19 aprilie 1775 era slăbit datorită bolii (tuberculoză). Se povestește că ordinele date de el în acea dimineată au fost: "Rămâneți pe loc. Nu deschideți focul decât dacă se trage asupra voastră, dar dacă vor să aibă un război, să înceapă aici."  În timpul luptelor și-a văzut vărul, Jonas Parker, ucis într-o luptă corp la corp. Mai târziu, în aceeași zi,  și-a organizat oamenii pentru a ataca armata regulată britanică  care se întorcea de la Boston, într-o ambuscadă care a căpătat numele de "răzbunarea lui Parker".
Aceasta a fost singura acțiune militară la care a participat în timpul războiului de independență. Datorită bolii, nu a mai putut participa la bătălia de la Bunker Hill din iunie. A murit în septembrie, măcinat de tuberculoză. Nepotul lui Parker a donat muscheta unchiului său statului Massachusetts.  Arma este expusă în camera Senatului statului Massachusetts.